# Virgilijus Alekna
Virgilijus Alekna (Terpeikiai, Unió Soviètica 1972) és un atleta lituà, especialista en llançament de disc i guanyador de tres medalles olímpiques.

## Biografia
Va néixer el 13 de febrer de 1972 a la ciutat de Terpeikiai, població situada al comtat de Panevėžys, que en aquells moments formava part de la República Socialista Soviètica de Lituània (Unió Soviètica) i que avui dia forma part de Lituània. Està casat amb la saltadora de longitud Kristina Sablovskytė-Aleknienė i és cunyat de l'heptaleta Remigija Sablovskaitė-Nazarovienė.
Des de 1995 treballa com a membre de la guàrdia personal del primer ministre de Lituània.

## Carrera esportiva
Va participar, als 24 anys, en els Jocs Olímpics d'Estiu de 1996 realitzats a Atlanta (Estats Units), on va aconseguir finalitzar cinquè en la prova masculina de llançament de disc i guanyar així un diploma olímpic. En els Jocs Olímpics d'Estiu de 2000 realitzats a Sydney (Austràlia) va aconseguir guanyar la medalla d'or amb un tir de 69.30 metres, un títol que revalidà en els Jocs Olímpics d'Estiu de 2004 realitzats a Atenes (Grècia) amb un tir de 69.89 metres, establint així un nou rècord olímpic. Gran favorit pels Jocs Olímpics d'Estiu de 2008 realitzats a Pequín (República Popular de la Xina) finalment va aconseguir la medalla de bronze amb un tir de 67.79 metres.
Al llarg de la seva carrera ha guanyat quatre medalles en el Campionat del Món d'atletisme, entre elles dos medalles d'or, i tres medalles en el Campionat d'Europa d'atletisme, una d'elles d'or. L'any 2005 fou nomenat Trofeu Atleta Europeu de l'any.
Actualment té la segona millor marca de la història de llançament de disc amb un tir de 73.88 metres (únicament superat pel rècord del món establert en 74.08 metres i realitzat per l'alemany Jürgen Schult).